# Neoclinus monogrammus
Neoclinus monogrammus is een straalvinnige vissensoort uit de familie van de snoekslijmvissen (Chaenopsidae). De wetenschappelijke naam van de soort is voor het eerst geldig gepubliceerd in 2010 door Murase, Aizawa & Sunobe.